# لجند لیک (ویسکانسین)
لجند لیک (به انگلیسی: Legend Lake) یک منطقهٔ مسکونی در ایالات متحده آمریکا است که در شهرستان منومینه، ویسکانسین واقع شده‌است. لجند لیک ۵۳٫۱ کیلومتر مربع مساحت و ۱٬۵۲۵ نفر جمعیت دارد.